# After Hours (album The Weeknd)
After Hours è il quarto album in studio del cantante canadese The Weeknd, pubblicato il 20 marzo 2020 dalla XO e Republic.
Si tratta del primo album in studio realizzato dal cantante dopo Starboy, pubblicato nel 2016, oltre ad essere il primo senza la presenza di artisti ospiti al suo interno. Il disco è stato supportato dalla pubblicazione di quattro singoli, Heartless, Blinding Lights, In Your Eyes e Save Your Tears, oltre al brano omonimo, uscito promozionalmente.

## Antefatti
The Weeknd accennò per la prima volta l'album a novembre 2018, durante una performance in cui disse al pubblico che «il Capitolo VI arriverà presto». Il 12 gennaio 2019 l'artista continuò a rivelare aggiornamenti sull'album, scrivendo «niente più musica diurna», facendo credere che avrebbe proseguito sulla scia dell'EP My Dear Melancholy,. Seguente il trio di singoli collaborativi pubblicati nel 2019, il 6 agosto il cantante rassicurò ulteriormente i fan sul suo lavoro al quarto album in studio.
Dopo cinque mesi di silenzio, il 24 novembre il singolo Blinding Lights fu rivelato tramite uno spot pubblicitario della Mercedes-Benz, con delle notizie su Heartless emerse il giorno dopo. Quest'ultima canzone fu presentata in anteprima nel settimo episodio del programma radiofonico Memento Mori Beats 1 di The Weeknd tre giorni dopo, il 27 novembre. Nelle ore precedenti al programma, il cantante annunciò un ritorno alla musica, dicendo «la caduta inizia domani notte» e «stasera inizia un nuovo capitolo psicotico da pazzi! Andiamo!». Entrambi i singoli furono accolti positivamente sia dalla critica che in modo commerciale, con Heartless che diventò la quarta vetta nella Billboard Hot 100 e Blinding Lights che raggiunse la prima posizione in diverse classifiche nazionali.
Il 13 febbraio 2020 The Weeknd rivelò il titolo del progetto tramite un video teaser di 48 secondi, annunciandone la data di pubblicazione due giorni più tardi. Il 19 marzo The Weeknd annunciò il suo volere nel dedicare il disco a Lance, suo fan e host del XO podcast, morto la notte precedente.

## Copertina ed estetica
La copertina e l'estetica di After Hours furono descritti come psichedelici e ispirati a diversi film, come Paura e delirio a Las Vegas, Joker, Casinò e Diamanti grezzi, dove The Weeknd apparve in un cameo. L'aspetto di The Weeknd durante gli scatti per le copertine, i video musicali, le anteprime video e le esibizioni dal vivo fu descritto dai giornalisti come «pigmentato di rosso», per via di un onnipresente abito rosso e di una pettinatura particolare. La direzione artistica è stata gestita principalmente dai fratelli Tammi, con Aleksi Tammi come direttore del design e Anton Tammi come fotografo e regista, sia per i video musicali di Heartless e Blinding Lights che per il cortometraggio omonimo al disco.

## Promozione
Verso la fine di novembre 2019 The Weeknd ha pubblicato i singoli Heartless e Blinding Lights, usciti rispettivamente il 27 e il 29 di tale mese. Il primo, coprodotto da Metro Boomin, The Weeknd e Illangelo, ha raggiunto la vetta della Billboard Hot 100, diventando la quarta canzone del cantante canadese a raggiungere tale traguardo, ed è stato accompagnato dal relativo video musicale il 3 dicembre. Il secondo ha anch'esso raggiunto la prima posizione della classifica statunitense dei singoli, conquistando inoltre la vetta delle classifiche britanniche e australiane. Il relativo videoclip è ambientato dopo gli eventi di Heartless ed è stato presentato il 21 gennaio 2020.
Il 5 dicembre 2019 The Weeknd ha eseguito Heartless per la prima volta al Late Show with Stephen Colbert, con Blinding Lights eseguita nello stesso programma il giorno successivo. Entrambe le esibizioni ricevettero una reazione positiva sia dalla critica che dal pubblico e furono comparate a quelle di Michael Jackson e Prince. Il 22 gennaio 2020 il cantante ha presentato Blinding Lights al Jimmy Kimmel Live!. L'aspetto del cantante durante la performance è stato influenzato dal video musicale del singolo, uscito il giorno prima. Durante l'esibizione del 7 marzo al Saturday Night Live, suonò un singolo parodistico insieme a Kenan Thompson e Chris Redd realizzato appositamente per lo spettacolo, intitolato On the Couch; nella stessa serata The Weeknd si esibì anche con le canzoni Blinding Lights e Scared to Live.
Il 18 febbraio 2020 The Weeknd ha rivelato la copertina dell'album e reso disponibile per l'ascolto l'omonimo After Hours, uscito in via promozionale. Pur non essendo stato pubblicato come singolo, il brano ha raggiunto la ventesima posizione della Billboard Hot 100 ed è entrato in diverse classifiche musicali nazionali. Due giorni più tardi ha annunciato l'After Hours Tour, che si sarebbe dovuto svolgere in Nord America e in Europa durante la seconda metà del 2020, dall'11 giugno al 12 novembre, per un totale di 67 concerti. Sabrina Claudio, Don Toliver e Black Atlass sarebbero stati gli artisti d'apertura. La lista tracce fu rivelata il 17 marzo, a tre giorni dall'uscita.
L'album debuttò insieme all'ottava puntata di Memento mori, la notte tra il 19 e il 20 marzo, accompagnato da un gruppo d'ascolto su Spotify.
Il 23 marzo è stata presentata un'edizione deluxe dell'album contenente come bonus track quattro remix e una versione dal vivo di Scared to Live. La settimana seguente le bonus track furono tuttavia rimpiazzate dagli inediti Nothing Compares, Missed You e Final Lullaby, per poi venire ripubblicati a parte nell'EP After Hours (Remixes), uscito il 3 aprile. Il 7 aprile è stato presentato il videoclip di Until I Bleed Out, traccia conclusiva del disco.

## Accoglienza
| Recensione           | Giudizio |
| -------------------- | -------- |
| AllMusic             |          |
| Clash                | 8/10     |
| Consequence          | A–       |
| Entertainment Weekly | B        |
| Evening Standard     |          |
| Exclaim!             | 8/10     |
| The Guardian         |          |
| The Independent      |          |
| NME                  |          |
| Ondarock             | 7/10     |
| Paste                | 7,5/10   |
| Pitchfork            | 7,9/10   |
| PopMatters           | 8/10     |
| Rolling Stone        |          |
| Slant Magazine       |          |

After Hours è stato accolto da recensioni generalmente positive da parte della critica specializzata. Secondo l'aggregatore Metacritic, che assegna punteggi normalizzati su 100 tramite i giudizi formulati da critici influenti, l'album ha totalizzato 80 punti su venti recensioni, equivalenti ad «acclamazione universale». Discorso analogo anche attraverso il portale AnyDecentMusic?, dove il disco ha una votazione media di 7,7 su 10 basandosi sulle recensioni della critica.
Scrivendo per Consequence, Candace McDuffie ha elogiato il disco, affermando che «[The Weeknd] nella sua evoluzione contina a reinventarsi e sa esattamente come lasciare agganciati i fan nel caos. E After Hours è la prova che non ha ancora finito con noi; in effetti, ha soltanto iniziato». David Smyth di Evening Standard ha apprezzato in particolare Blinding Lights, mentre si è dimostrato abbastanza freddo nei confronti del resto dell'album. Il critico di The Guardian Michael Cragg ha assegnato una valutazione positiva ad After Hours, elogiandone il «senso di coesione narrativa» e dicendo che «le canzoni si fondono l'una con l'altra, con dei riferimenti musicali sparsi ovunque per riordinare i punti che in precedenza [The Weeknd] avrebbe lasciato scoprire. Bilanciando le due facce della sua musicalità personale – per non dire aggiungere un po' di leggerezza a quell'identità noiosa e di cattivo gusto –, After Hours sembra il primo album di The Weeknd da un po' di tempo a questa parte ad offrire una visione chiara e singolare piuttosto che qualcosa di frustrantemente astratto». Roisin O'Connor di The Independent ha affermato che «After Hours abbandona la ballabilità dei suoi predecessori a favore di un'introspezione lunatica. Questo è il tipo di musica che ascolti quando la festa è finita». O'Connor confrontò ulteriormente il disco con le precedenti uscite di The Weeknd, dicendo che in After Hours «[The Weeknd] si addentra ancora in un personaggio sadico, ma c'è una sfumatura di rimorso che lo attraversa, in opposizione al tono freddo e spesso crudele delle registrazioni precedenti». Luke Morgan Britton di NME ha definito After Hours «il disco più forte di The Weeknd da un po' di tempo» e che «è un album privo di funzionalità e pieno di autoriflessione».
Jem Aswad di Variety ha elogiato l'album, affermando che «The Weeknd sta lanciando la prossima era con il suo album più completo, After Hours. Musicalmente, i segni distintivi sono le tastiere ultra-cinematografiche, un basso pulsante, delle basi dure (che raramente sono ballabili), il sintetizzatore anni ottanta che fiorisce e un'eco cavernosa, tutto in contrasto con la sua voce alta e angelica». Jon Dolan di Rolling Stone ha dato una valutazione positiva all'album, affermando che «After Hours possiede un sentimento di pietà. Ma c'è anche una vulnerabilità che sorpassa il solito imbronciato troppo-bello-per-il-mondo». Infine, aggiunge: «l'album ha raggiunto un equilibrio migliore rispetto ai cupi melodrammi presenti negli EP di Weeknd o della sua pubblicazione del 2018 My Dear Melancholy, e della lucentezza pop del suo LP del 2016 Starboy».

## Riconoscimenti
Ai LOS40 Music Awards il disco è stato candidato come Miglior album internazionale.

### Riconoscimenti di fine anno
- 1º — Complex[97]
- 1º — Genius[98]
- 1º — The Plain Dealer[99]
- 1º — Yahoo![100]
- 2º — Entertainment Weekly[101]
- 3º — Billboard[102]
- 3º — Insider Inc.[103]
- 4º — Variety (Jem Aswad)[104]
- 5º — Gaffa (Svezia)[105]
- 6º — Idolator[106]
- 7º — The Observer[107]
- 8º — People[108]
- 8º — Us Weekly[109]
- 9º — Gaffa (Danimarca)[110]
- 9º — Good Morning America[111]
- 10º — Uproxx[112]
- 10º — Vogue India[113]
- 15º — Consequence[114]
- Top 16 — The Atlantic[115]
- 18º — PopBuzz[116]
- 21º — Our Culture Mag[117]
- 24º — GQ[118]
- 28º — Mondosonoro[119]
- 29º — NME[120]
- Top 30 — Glamour[121]
- Meglio del 2020 — 34th Street Magazine[122]
- Meglio del 2020 — AllMusic[123]
- Meglio del 2020 — Nylon (Lauren Maccarthy)[124]
- Meglio del 2020 — Nylon (Tanisha Pina)[124]
- Meglio del 2020 — ShondaLand[125]
- Meglio del 2020 — The Economist[126]
- Meglio del 2020 — Vulture[127]
- Meglio del 2020 — Wonderland[128]

## Tracce
1. Alone Again – 4:10 (Abel "The Weeknd" Tesfaye, Jason "DaHeala" Quenneville, Carlo "Illangelo" Montagnese, Adam Feeney)
2. Too Late – 3:59 (Abel "The Weeknd" Tesfaye, Jason "DaHeala" Quenneville, Carlo "Illangelo" Montagnese, Eric Burton Frederic)
3. Hardest to Love – 3:31 (Abel "The Weeknd" Tesfaye, Karl Martin Sandberg, Oscar Holter)
4. Scared to Live – 3:11 (Abel "The Weeknd" Tesfaye, Ahmad Balshe, Karl Martin Sandberg, Oscar Holter, Daniel Lopatin, Elton John, Bernard J. P. Taupin)
5. Snowchild – 4:07 (Abel "The Weeknd" Tesfaye, Jason "DaHeala" Quenneville, Ahmad Balshe, Carlo "Illangelo" Montagnese)
6. Escape from LA – 5:55 (Abel "The Weeknd" Tesfaye, Carlo "Illangelo" Montagnese, Leland Tyler Wayne, Michael McTaggart)
7. Heartless – 3:18 (Abel "The Weeknd" Tesfaye, Leland Tyler Wayne, Carlo "Illangelo" Montagnese, Andre Eric Proctor)
8. Faith – 4:43 (Abel "The Weeknd" Tesfaye, Ahmad Balshe, Carlo "Illangelo" Montagnese, Leland Tyler Wayne)
9. Blinding Lights – 3:20 (Abel "The Weeknd" Tesfaye, Ahmad Balshe, Jason "DaHeala" Quenneville, Max Martin, Oscar Holter)
10. In Your Eyes – 3:57 (Abel "The Weeknd" Tesfaye, Ahmad Balshe, Karl Martin Sandberg, Oscar Holter)
11. Save Your Tears – 3:35 (Abel "The Weeknd" Tesfaye, Ahmad Balshe, Jason "DaHeala" Quenneville, Karl Martin Sandberg, Oscar Holter)
12. Repeat After Me (Interlude) – 3:15 (Abel "The Weeknd" Tesfaye, Kevin Parker, Daniel Lopatin)
13. After Hours – 6:01 (Jason "DaHeala" Quenneville, Mario Winans, Abel "The Weeknd" Tesfaye, Ahmad Balshe, Carlo "Illangelo" Montagnese)
14. Until I Bleed Out – 3:10 (Abel "The Weeknd" Tesfaye, Leland Tyler Wayne, Daniel Lopatin, Mejdi Rharsm, Notinbed)

Tracce bonus nell'edizione deluxe
1. Nothing Compares – 3:42 (Abel "The Weeknd" Tesfaye, Ahmad Balshe, Jason "DaHeala" Quenneville, Ricky Reed)
2. Missed You – 2:24 (Abel "The Weeknd" Tesfaye, Jason "DaHeala" Quenneville)
3. Final Lullaby – 3:05 (Abel "The Weeknd" Tesfaye, Jason "DaHeala" Quenneville)
4. Save Your Tears (feat. Ariana Grande) (Remix) – 3:11 (Abel "The Weeknd" Tesfaye, Ahmad Balshe, Jason "DaHeala" Quenneville, Max Martin, Oscar Holter, Ariana Grande)

Tracce bonus nell'edizione deluxe giapponese
1. In Your Eyes (feat. Doja Cat) (Remix) – 3:57 (Abel "The Weeknd" Tesfaye, Ahmad Balshe, Karl Martin Sandberg, Oscar Holter, Amala Dlamini)
2. Blinding Lights (feat. Chromatics) (Chromatics Remix) – 4:21 (Max Martin, Oscar Holter, Abel "The Weeknd" Tesfaye, Jason "DaHeala" Quenneville, Nathaniel Stanton Miller, John David Padgett)

## Formazione
Hanno partecipato alle registrazioni, secondo le note di copertina:
Musicisti
- The Weeknd – voce, tastiera e programmazione (eccetto traccia 12), basso, chitarra, batteria e cori (tracce 3, 4, 9-11)
- Illangelo – tastiera e programmazione (tracce 1, 2, 5-8, 13)
- DaHeala – tastiera e programmazione (tracce 1, 2, 5 e 13)
- Frank Dukes – tastiera e programmazione (traccia 1)
- Ricky Reed – tastiera e programmazione (traccia 2)
- Nate Mercereau – tastiera e programmazione (traccia 2)
- Max Martin – tastiera, programmazione, basso, chitarra e batteria (tracce 3, 4, 9-11)
- Oscar Holter – tastiera, programmazione, basso, chitarra e batteria (tracce 3, 4, 9-11)
- Metro Boomin – tastiera e programmazione (tracce 6-8, 14)
- Mike McTaggart – chitarra (traccia 6)
- Patrick Greenaway – chitarra (traccia 8)
- Mattias Bylund – arrangiamento ottoni e ottoni sintetizzati (traccia 10)
- Nils-Petter Ankarblom – arrangiamento ottoni e ottoni sintetizzati (traccia 10)
- Rickard Goransson – chitarra (traccia 10)
- Janne Bjerger – tromba (traccia 10)
- Magnus Johansson – tromba (traccia 10)
- Wojtek Goral – sassofono contralto (traccia 10)
- Tomas Jonsson – sassofono tenore (traccia 10)
- Michael Engstrom – basso (traccia 10)
- Magnus Sjolander – percussioni (traccia 10)
- Miko Rezler – percussioni (traccia 10)
- Max Grahn – chitarra (traccia 11)
- OPN – tastiera e programmazione (traccia 14)
- Prince 85 – tastiera e programmazione (traccia 14)
- Notinbed – tastiera e programmazione (traccia 14)

Produzione
- Illangelo – produzione, ingegneria del suono e missaggio (tracce 1, 2, 5-8, 13), produzione esecutiva
- The Weeknd – produzione, produzione esecutiva
- DaHeala – produzione (tracce 1, 2, 5 e 13), ingegneria del suono (traccia 13), produzione esecutiva
- Shin Kamiyama – ingegneria del suono
- Dave Kutch – mastering
- Kevin Peterson – assistenza al mastering
- Frank Dukes – coproduzione (traccia 1)
- Ricky Reed – produzione (traccia 2)
- Nate Mercereau – produzione aggiuntiva (traccia 2)
- Ethan Shumaker – ingegneria del suono (traccia 2)
- Max Martin – produzione (tracce 3, 4, 9-11)
- Oscar Holter – produzione (tracce 3, 4, 9-11)
- Sam Holland – ingegneria del suono (tracce 3, 4, 10 e 11)
- Șerban Ghenea – missaggio (tracce 3, 4, 9-11)
- John Hanes – assistenza al missaggio (tracce 3, 4, 9-11)
- Cory Bice – assistenza tecnica (tracce 3, 9-11)
- Jeremy Lertola – assistenza tecnica (tracce 3, 9-11)
- Michael Ilbert – ingegneria del suono (tracce 4, 10 e 11)
- Metro Boomin – produzione (tracce 6-8, 14)
- Dre Moon – coproduzione (traccia 7)
- Sean Klein – assistenza tecnica (traccia 9)
- Mattias Bylund – registrazione ottoni e percussioni (traccia 10)
- Kevin Parker – produzione (traccia 12)
- OPN – produzione (tracce 12 e 14)
- Matt Cohn – ingegneria del suono e missaggio (tracce 12 e 14)
- Mario Winans – produzione aggiuntiva (traccia 13)
- Prince 85 – produzione (traccia 14)
- Notinbed – produzione (traccia 14)

## Successo commerciale
Secondo l'International Federation of the Phonographic Industry After Hours è risultato il 2º album più venduto a livello globale nel corso del 2020. L'anno seguente ha mantenuto il proprio posizionamento nella stessa lista, collocandosi al 5º posto.

### America del Nord
Il 19 marzo 2020 After Hours ha stabilito un nuovo record per il maggior numero di pre-salvataggi su Apple Music, con più di 1,02 milioni di richieste.
Negli Stati Uniti d'America ha esordito in vetta alla Billboard 200 statunitense, segnando sia il miglior debutto di The Weeknd che il migliore in generale per un album del 2020. È diventato il quarto album consecutivo del cantante ad esordire alla cima di tale classifica dopo aver venduto nella sua prima settimana 444 000 unità equivalenti, di cui 275 000 sono vendite pure, 163 000 sono stream-equivalent units risultanti da 220,7 milioni di riproduzioni in streaming dei brani mentre le restanti 6 000 sono track-equivalent units equivalenti alle vendite digitali dei singoli brani. La settimana successiva è rimasto alla vetta della classifica statunitense, seppur registrando un calo di vendite del 69% e aggiungendo altre 138 000 unità al suo totale. Durante la sua terza settimana ha totalizzato altre 90 000 unità, tanto da rimanere in vetta alla classifica. Ha poi trascorso una quarta settimana alla vetta della Billboard 200 grazie a 75 000 unità, un calo del 18% rispetto alla pubblicazione precedente. Di queste sono 20 000 sono vendite pure (incluse quelle acquistate insieme ad altri articoli disponibili sul sito del cantante venduti insieme all'album), 52 000 sono stream-equivalent units dei 73,7 milioni di stream dei brani e 3 000 sono track-equivalent units. È divenuto il primo album da Scorpion di Drake a trascorrere almeno quattro settimane consecutive al numero uno. Con 1 423 000 unità distribuite durante la prima metà del 2020 è risultato il 2º disco più venduto in territorio statunitense, rimanendo dietro a My Turn di Lil Baby.
L'album ha inoltre debuttato in vetta alla classifica canadese, diventando il quarto album consecutivo numero uno di The Weeknd nel paese. Ha totalizzato 54 000 unità nella sua prima settimana, risultando il disco più venduto nei negozi fisici e digitali e il più riprodotto sulle piattaforme di streaming, segnando anche il miglior debutto per un album nel 2020. La settimana successiva ha accumulato 1 000 vendite pure e 13 milioni di riproduzioni in streaming che l'hanno permesso di rimanere in cima alla classifica. La settimana seguente è rimasto al numero uno, accumulando ulteriori 10 milioni di stream. Dopo essere stato spodestato da The New Toronto 3 di Tory Lanez e Blame It on Baby di DaBaby per due settimane, l'album è ritornato alla vetta, totalizzando altre 5 200 vendite. Nel corso del 2020 l'album ha totalizzato 236 000 unità vendute sul suolo canadese, di cui 47 000 copie pure. È stato il CD più venduto dell'anno con 41 000 acquisti nonché il nono in termini di download (6 000). L'anno successivo ha aggiunto al suo totale altre 98 000 unità.

### Europa
Anche nella classifica britannica After Hours ha debuttato alla vetta grazie a 25 677 unità di vendita, diventando il secondo album al numero uno dell'interprete nella Official Albums Chart dopo Beauty Behind the Madness. Due settimane dopo è salito al 3º posto, dopo essere sceso di 3 posizioni la settimana precedente, aggiungendo altre 7 754 unità al suo totale. In Irlanda, come nel Regno Unito, ha fatto il proprio ingresso in vetta alla classifica degli album nazionale. È risultato il più scaricato digitalmente e il più riprodotto sulle piattaforme streaming della settimana ed è divenuto il primo album numero uno del cantante nel paese.
In Francia ha debuttato alla 2ª posizione della classifica degli album redatta dalla Syndicat national de l'édition phonographique con 9 300 unità (di cui 2 100 pure) nel corso della settimana d'uscita. A fine anno è risultato il 24º disco più venduto, 2º tra gli album internazionali, in territorio francese grazie a 126 000 unità di vendita.

### Australia e Giappone
Nella classifica australiana After Hours ha fatto il proprio ingresso al numero uno, rendendolo così il terzo album del cantante ad eseguire tale risultato. Con Blinding Lights in vetta alla ARIA Singles Chart, The Weeknd è diventato il primo artista da Billie Eilish nel 2019 ad avere un singolo e un album entrambi al vertice delle classifiche principali contemporaneamente. Nella classifica giapponese delle vendite fisiche e digitali ha invece esordito al 41º posto con 789 esemplari.

## Classifiche

### Classifiche settimanali
| Classifica (2020) | Posizione massima |
| ----------------- | ----------------- |
| Australia         | 1                 |
| Austria           | 1                 |
| Belgio (Fiandre)  | 1                 |
| Belgio (Vallonia) | 2                 |
| Canada            | 1                 |
| Corea del Sud     | 73                |
| Croazia           | 4                 |
| Danimarca         | 1                 |
| Estonia           | 1                 |
| Finlandia         | 1                 |
| Francia           | 2                 |
| Germania          | 5                 |
| Grecia            | 9                 |
| Irlanda           | 1                 |
| Islanda           | 1                 |
| Italia            | 1                 |
| Lettonia          | 2                 |
| Lituania          | 1                 |
| Messico           | 1                 |
| Norvegia          | 1                 |
| Nuova Zelanda     | 1                 |
| Paesi Bassi       | 1                 |
| Polonia           | 8                 |
| Portogallo        | 2                 |
| Regno Unito       | 1                 |
| Repubblica Ceca   | 1                 |
| Slovacchia        | 1                 |
| Spagna            | 3                 |
| Stati Uniti       | 1                 |
| Svezia            | 1                 |
| Svizzera          | 1                 |
| Ungheria          | 11                |

### Classifiche di fine anno
| Classifica (2020) | Posizione |
| ----------------- | --------- |
| Australia         | 9         |
| Austria           | 62        |
| Belgio (Fiandre)  | 18        |
| Belgio (Vallonia) | 44        |
| Canada            | 4         |
| Danimarca         | 2         |
| Finlandia         | 2         |
| Francia           | 24        |
| Germania          | 61        |
| Irlanda           | 34        |
| Islanda           | 4         |
| Italia            | 20        |
| Norvegia          | 2         |
| Nuova Zelanda     | 26        |
| Paesi Bassi       | 2         |
| Portogallo        | 51        |
| Regno Unito       | 23        |
| Repubblica Ceca   | 9         |
| Slovacchia        | 4         |
| Spagna            | 54        |
| Stati Uniti       | 8         |
| Svezia            | 3         |
| Svizzera          | 17        |
| Classifica (2021) | Posizione |
| Australia         | 50        |
| Belgio (Fiandre)  | 29        |
| Belgio (Vallonia) | 67        |
| Canada            | 17        |
| Danimarca         | 3         |
| Finlandia         | 4         |
| Francia           | 59        |
| Islanda           | 5         |
| Italia            | 26        |
| Norvegia          | 4         |
| Paesi Bassi       | 11        |
| Polonia           | 65        |
| Portogallo        | 83        |
| Regno Unito       | 63        |
| Slovacchia        | 6         |
| Spagna            | 45        |
| Stati Uniti       | 14        |
| Svezia            | 5         |
| Classifica (2022) | Posizione |
| Australia         | 33        |
| Belgio (Fiandre)  | 81        |
| Belgio (Vallonia) | 132       |
| Danimarca         | 14        |
| Finlandia         | 9         |
| Francia           | 47        |
| Islanda           | 16        |
| Italia            | 49        |
| Lituania          | 15        |
| Norvegia          | 11        |
| Paesi Bassi       | 18        |
| Spagna            | 66        |
| Svezia            | 34        |
| Classifica (2023) | Posizione |
| Austria           | 65        |
| Canada            | 42        |
| Germania          | 63        |
| Islanda           | 23        |
| Italia            | 44        |
| Norvegia          | 16        |
| Paesi Bassi       | 17        |
| Regno Unito       | 73        |
| Stati Uniti       | 159       |
| Svizzera          | 89        |
| Ungheria          | 48        |
| Classifica (2024) | Posizione |
| Italia            | 82        |
| Portogallo        | 42        |
| Stati Uniti       | 96        |
| Ungheria          | 46        |